# Тошпулатова, Шохсанамхон Дилшодбек кизи
Шохсанамхон Дилшодбек кизи Тошпулатова (узб. Shoxsanamxon Dilshodbek qizi Toshpo'latova; род. 4 мая 1997 года, Андижан, Андижанская область, Узбекистан) — узбекская пловчиха-паралимпиец, член сборной Узбекистана. Бронзовый призёр Летних Паралимпийских игр 2016 и Летних Паралимпийских игр 2020, Чемпионка мира по паралимпийскому плаванию, победитель и призёр Летних Параазиатских игр. Первая узбекская чемпионка мира по паралимпийскому плаванию.

## Карьера
С 2006 года начала заниматься плаванием в городе Андижан под руководством Равшанбека и Рустама Амиловых. В 2016 году на Летних Паралимпийских играх в Рио-де-Жанейро (Бразилия) выиграла бронзовую медаль на дистанции 50 метров в/с в категории S13 и бронзу на дистанции 200 метров комплексом SM13. В этом же году указом президента Узбекистана Шавката Мирзиёева Шохсанамхон награждена медалью «Жасорат».
В 2018 году на Летних Параазиастких играх в Джакарте (Индонезия) заняла первое место на дистанции 100 метров баттерфляем в категории S13, на 100 метровке на спине S13 и на 400 метровке в/с S13. На этих же играх выиграла серебряную медаль на дистанции 50 метров в/с S13, на 100 метровке в/с S13, на 100 метровке брасом SB13 и на 200 метровке комплексом SM13.
В 2019 году на Чемпионате мира по паралимпийскому плаванию в Лондоне (Великобритания) в заплыве на дистанцию 100 метров баттерфляем в категории S13 выиграла золотую медаль, став первой узбекской чемпионкой мира по паралимпийскому плаванию. На этих же соревнованиях она выиграла ещё бронзовую медаль на дистанции 100 метров в/с S13, а также получила лицензию на Паралимпийские игры.
В 2021 году на Летних Паралимпийских играх в Токио (Япония) в заплыве на дистанцию 200 метров на спине SM13 выиграла бронзовую медаль. В этом же году указом президента Узбекистана Шавката Мирзиёева Шохсанамхон награждена медалью «Келажак бунёдкори» («Созидатель будущего»).